# (38021) 1998 MG1
1998 MG1 (asteroide 38021) é um asteroide da cintura principal. Possui uma excentricidade de 0.08010480 e uma inclinação de 4.16348º.
Este asteroide foi descoberto no dia 16 de junho de 1998 por Spacewatch em Kitt Peak.